# Sukagalih (Sumedang Selatan)
Sukagalih is een bestuurslaag in het regentschap Sumedang van de provincie West-Java, Indonesië. Sukagalih telt 2791 inwoners (volkstelling 2010).